# بيتر غوتشالك
بيتر غوتشالك (بالبوكمول: Petter Gottschalk) هو بروفيسور نرويجي، ولد في 27 مارس 1950.